# مرسيدس سولير (صحفية)
مرسيدس سولير (بالإنجليزية: Mercedes Soler)‏ هي صحفية أمريكية، ولدت في 1972.